# توکای (باشقیرستان)
توکای (انگلیسی: Tukay, Republic of Bashkortostan) یک شهرک در شهرستان بیژبولیاکسکی باشقیرستان کشور روسیه است.